# Șubivka, Kaharlîk
Șubivka (în ucraineană Шубівка) este localitatea de reședință a comunei Șubivka din raionul Kaharlîk, regiunea Kiev, Ucraina.

## Demografie
Componența lingvistică a localității Șubivka
     Ucraineană (97,3%)
     Rusă (1,7%)
     Alte limbi (0,71%)
Conform recensământului din 2001, majoritatea populației localității Șubivka era vorbitoare de ucraineană (97,3%), existând în minoritate și vorbitori de rusă (1,7%).